# Jalgaon
Jalgaon là một thành phố và là nơi đặt hội đồng đô thị (municipal council) của quận Jalgaon thuộc bang Maharashtra, Ấn Độ.

## Địa lý
Jalgaon có vị trí 17°45′B 73°11′Đ / 17,75°B 73,18°Đ Nó có độ cao trung bình là 184 mét (603 feet).

## Nhân khẩu
Theo điều tra dân số năm 2001 của Ấn Độ, Jalgaon có dân số 368.579 người. Phái nam chiếm 52% tổng số dân và phái nữ chiếm 48%. Jalgaon có tỷ lệ 76% biết đọc biết viết, cao hơn tỷ lệ trung bình toàn quốc là 59,5%: tỷ lệ cho phái nam là 80%, và tỷ lệ cho phái nữ là 71%. Tại Jalgaon, 13% dân số nhỏ hơn 6 tuổi.